# Szanbon állomás
Szanbon (Sanbon) állomás a szöuli metró 4-es vonalának állomása; Kunpho (Gunpo) városában található.

## Viszonylatok
| 4-es vonal                                      | 4-es vonal                | 4-es vonal                                      |
| ----------------------------------------------- | ------------------------- | ----------------------------------------------- |
| Kumdzsong (Geumjeong) Tanggoge (Danggogae) felé | személy- és expresszvonat | Szuriszan (Surisan) Anszan (Ansan) és Oido felé |